# نرگس دات
نرگس دات (زادهٔ ۱ ژوئن ۱۹۲۹ - درگذشتهٔ ۳ مه ۱۹۸۱) بازیگر اهل هند بود. از او به عنوان یکی از بزرگترین و محبوب‌ترین بازیگران زن سینمای هند یاد می‌شود. 

## ابتدای زندگی
وی با نام اصلی فاطیما رشید در اول ژانویه ۱۹۲۹ در کلکته هند متولد شد.

## زندگی هنری
وی در سال ۱۹۳۵ در سن ۶ سالگی نخستین بازی‌اش را در فیلم تلاش حق انجام داد. اما نخستین بازی‌اش به عنوان یک بازیگر حرفه‌ای را در سال ۱۹۴۲ در فیلم تمنا انجام داد. در طی سال‌های فعالیتش (در دهه‌های ۱۹۴۰ تا ۱۹۶۰ میلادی) فیلم‌های زیادی بازی کرد. وی در کنار بازیگر و کارگردان مشهور هندی (راج کاپور) نیز در فیلم‌های زیادی ظاهر شده‌است.
از مهم‌ترین فیلم‌هایی که نرگس در آن ایفای نقش کرده‌است، می‌توان به فیلم‌های آقای ۴۲۰ آواره و مادر هند (۱۹۵۷) اشاره کرد.
وی در فیلم مادر هند به خوبی نقش یک زن آسیب‌دیده و همچنین یک مادر دلیر را ایفا نموده‌است که موفق به دریافت جایزه شد. طی بیست سال در فیلم‌های متعدی درخشید که در اکثر این فیلم‌ها با راج کاپور همبازی بود.

## زندگی شخصی
او با سونیل دات ازدواج نمود و صاحب سه فرزند از جمله سانجی دات شد.

## درگذشت
نرگس در ۱۹۸۱ در اثر ابتلا به بیماری سرطان درگذشت. در سال ۱۹۸۲ به یاد او بنیادی در جهت کمک به مبتلایان به سرطان تأسیس شد.

## گزیده فیلم‌شناسی
فهرست برخی از فیلم‌هایی که نرگس دات در آنها به ایفای نقش پرداخته‌است:
- تقدیر (۱۹۴۳)
- همایون (۱۹۴۵)
- عشق بی‌نظیر (۱۹۴۸)
- آتش (۱۹۴۸)
- جشنواره  (۱۹۴۸)
- سبک (۱۹۴۹)
- تغییر (۱۹۴۹)
- باران (۱۹۴۹)
- راهب زن (۱۹۵۰)
- بابل (۱۹۵۰)
- آواره (۱۹۵۱)
- بی‌وفا (۱۹۵۲)
- آشیانه (۱۹۵۲)
- آسمان (۱۹۵۲)
- آنهونی (۱۹۵۲)
- آه (۱۹۵۳)
- نغمه (۱۹۵۳)
- آقای ۴۲۰ (۱۹۵۵)
- بیدار بمان (۱۹۵۶)
- مخفیانه (۱۹۵۶)
- مادر هند (۱۹۵۷)
- سفر دورتر از سه دریا (۱۹۵۷)
- لاجوانتی (۱۹۵۸)
- خاطرات (۱۹۶۴)